# Midgaard

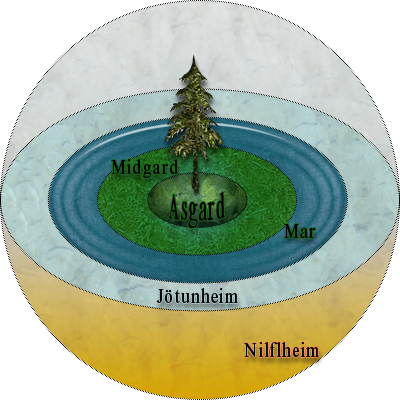
Schema van het universum volgens de Noordse mythologie

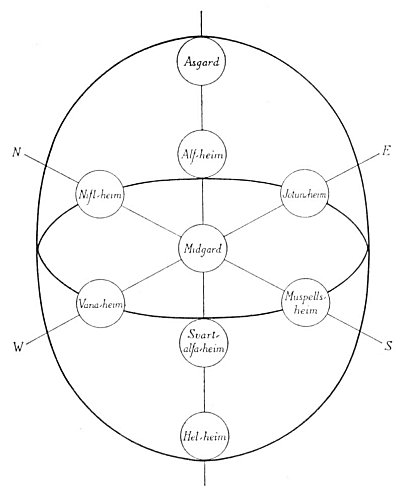
De negen werelden in de Noordse mythologie

Midgaard (Oudnoors Midgard, middenrijk) is in de Noordse mythologie de naam van het mensenrijk. Deze wereld wordt ergens midden in Yggdrasil gelokaliseerd en is omgeven door een wereld van water of een oeroceaan, die niet te overschrijden is. In deze oeroceaan woont de wereldslang, die zo gigantisch groot is dat zij de hele wereld omcirkelt en in haar eigen staart bijt.
In de Noordse mythologie werd Miðgarðr van toepassing op een gebied omwald door een wal die gebouwd werd van de wenkbrauwen van het oerwezen Ymir en die de wereld moest beschermen tegen het geweld van de Jötun die in Jötenheim leven.

## Lokalisering
Midgaard is een tussenwereld, gelegen onder de hemelse Asgaard en boven de helse wereld van Niflheim. Deze drie vormen samen de triade van bovenwereld, middenwereld en onderwereld.
Asgaard bevindt zich recht boven de positie die Midgaard in Yggdrasil heeft, en is de godenwereld, meer bepaald die van de Asen. Andere godheden, de Wanen, woonden in Vanaheim.

## Oorsprong van Midgaard
Midgaard is geschapen uit het lichaam van de Vorstreus Ymir (wat in het Oudnoords "tweeling" of "hermafrodiet" betekent); hij was volgens de Noordse mythologie als eerste levende wezen ontstaan uit de waterdruppels die voortkwamen uit het smeltende ijs dat de Ginnungagap (gapende leegte) vulde. Van zijn lichaam maakten Odin en zijn broers Midgaard. Van het vlees van de reus maakten zij het land en van zijn levenssap de zeeën. Midgaard werd met Asgaard verbonden door de Bifröstbrug, die door Heimdall werd bewaakt.

## Einde van Midgaard
Volgens de legende zal Midgaard vernietigd worden in de Ragnarok, in de strijd die zich aan het einde der tijden zal voltrekken. Dan zal de Wereldslang uit de oeroceaan oprijzen en land en zee met zijn gif doordringen, zodat de zee zal koken en het land overspoelen. Na de eindslag die zich op de Vigridvlakte zal voltrekken, zal Midgaard met al zijn levensvormen worden vernietigd terwijl de aarde in de zee zinkt.